# 御手洗町
御手洗町（みたらいまち）は、1956年（昭和31年）まで広島県豊田郡にあった町。大長村、久友村と合併して、地方自治体としての歴史は閉じた。現在の呉市豊町御手洗にあたる。
地域の詳細は御手洗を参照。

## 地理
大崎下島の東端部。海峡をはさみ、愛媛県の岡村島と対する。南は斎灘に面している。
- 海洋：瀬戸内海
- 島嶼：大崎下島[2]

### 地名の由来
次の諸説あり。御手洗 (呉市)#沿革に詳しい。
1. 神功皇后三韓征伐の際、当地に船を係留したことよる。
2. 菅原道真が大宰府配流の際、当地で手を洗い天地神祇に祈ったことによる。

## 歴史
- 1889年（明治22年）4月1日、町村制の施行により、豊田郡御手洗町が単独で町制施行し、御手洗町が発足[1][2]。
- 1917年（大正6年）大崎電灯が設立し全島で点灯[2]。
- 1928年（昭和3年）上水道工事完成[2]。
- 1956年（昭和31年）3月31日、豊田郡大長村、久友村と合併し、豊町を新設して廃止された[1][2]。

## 産業
- 商業

## 交通

### 港湾
- 御手洗港[2]